# Cộng hòa Xã hội chủ nghĩa Xô viết Liên bang Ngoại Kavkaz
Cộng hoà Xã hội chủ nghĩa Xô viết Liên bang Ngoại Kavkaz (tiếng Armenia: Հայաստանի Խորհրդային Սոցիալիստական Հանրապետություն; tiếng Azerbaijan: Загафгија Совет Федератив Сосиалист Республикасы, Zaqafqaziya Sovet Federativ Sosialist Respublikası; tiếng Gruzia: ამიერკავკასიის საბჭოთა ფედერაციული სოციალისტური რესპუბლიკა; tiếng Nga: Закавказская Советская Федеративная Социалистическая Республика [ЗСФСР] Zakavkazskaya Sovetskaya Federativnaya Sotsalisticheskaya Respublika [ZSFSR]) - hay còn gọi là Cộng hoà Xã hội chủ nghĩa Ngoại Kavkaz Xô viết, Ngoại Kavkaz Xô viết hoặc gọi tắt là TSFSR, là một nước cộng hoà tồn tại trong một thời gian ngắn, bao gồm Gruzia, Armenia, và Azerbaijan (thường được biết đến dưới tên các nước Cộng hoà Ngoại Kavkaz), một bộ phận của Liên bang Xô Viết trước đây.

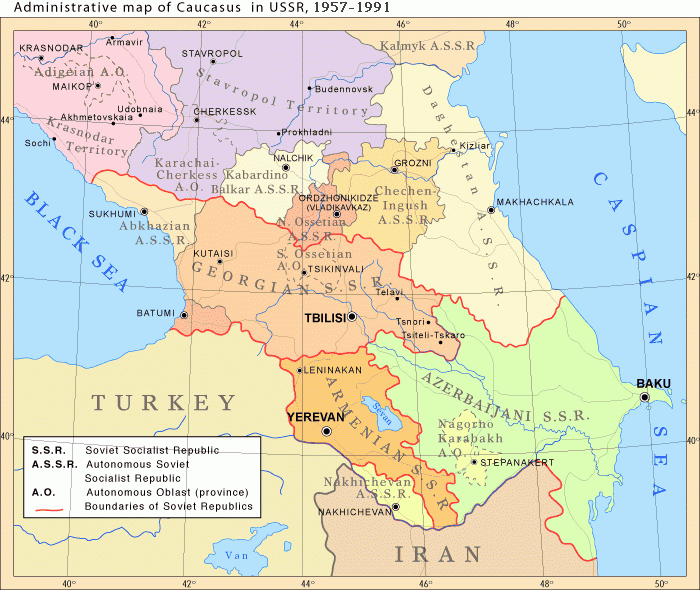
Bản đồ "vùng Ngoại Kavkaz" trong thời kỳ Xô Viết

Sau khi chính quyền Xô viết thành lập ở Nga năm 1917, ở Ngoại Kavkaz chỉ thiết lập được chính quyền Xô viết ở vùng Baku. Tại đây, Hội đồng Dân ủy Nhân dân tuyên bố thành lập Công xã Baku và là cơ quan đứng đầu Baku. Ở những vùng còn lại của Ngoại Kavkaz, những đảng tư sản khác của Azerbaijan Mussavat, Amernia Dashnak và Menshevik Georgian thành lập Dân ủy Ngoại Kavkaz để ngăn chặn làn sóng Bolshevik.
Gốc rễ của nền Cộng hoà có thể xét từ sau khi Đế quốc Nga tan rã vào năm 1917 trong Cách mạng Nga, khi mà các tỉnh thuộc vùng Kavkaz ly khai và cố gắng thành lập thể chế Liên bang của riêng mình với tên gọi Liên bang Ngoại Kavkaz. Mải tranh giành lợi ích dân tộc-quốc gia và đối đầu với Thổ Nhĩ Kỳ trong Chiến tranh thế giới thứ nhất là các nguyên nhân khién nền Cộng hoà sụp đổ hai tháng sau đó, tức là vào tháng 4 năm 1918.
Trong những năm tiếp theo, ba nhà nước kế tục tiếp tục tồn tại cho đến khi nội chiến Nga chấm dứt và được Hồng quân biến thành các nước cộng hòa Xô Viết. Vào tháng 3 năm 1922, vùng này được hợp nhất thành một nước cộng hòa duy nhất và gia nhập Liên Xô vào tháng 12 cùng năm. Vào năm 1936, nước cộng hoà này giải thể và lại phân thành ba nước cộng hòa riêng rẽ, gồm Cộng hòa Xã hội chủ nghĩa Xô viết Gruzia, Armenia và Azerbaijan.

## Nguyên thủ Quốc gia
| Chủ tịch Hội đồng Liên bang | Ngày                        | Tổ chức                  |
| --------------------------- | --------------------------- | ------------------------ |
| Nariman Narimanov           | tháng 3 - tháng 12 năm 1922 | Đảng Cộng sản Azerbaijan |
| Polikarp Mdivani            | tháng 3 - tháng 12 năm 1922 | Đảng Cộng sản Gruzia     |
| Aleksandr Myasnikyan        | tháng 3 - tháng 12 năm 1922 | Đảng Cộng sản Armenia    |

| Chủ tịch Ủy ban chấp hành Trung ương | Thời hạn             | Cho        |
| ------------------------------------ | -------------------- | ---------- |
| Mikhail Tskhakaya (1x)               | 1922-1927            | Gruzia     |
| Samad aga Aliyev                     | 1922-1929            | Azerbaijan |
| Sarkis Ambartsumyan                  | 1922-1925            | Armenia    |
| Sarkis Kasyan                        | 1927-1931            | Armenia    |
| Filipp Makharadze (1x)               | 1927-1928            | Gruzia     |
| Mikhail Tskhakaya (2x)               | 1928-1931            | Gruzia     |
| Gazanfar Musabekov                   | 1929-1931            | Azerbaijan |
| Filipp Makharadze (2x)               | 1931-1935            | Gruzia     |
| Armenek Ananjan                      | 1931-1935            | Armenia    |
| Sultan Majid Afandiyev               | 1931-1936            | Azerbaijan |
| Sergo Martikiyan                     | 1935-1936            | Armenia    |
| Aveli Enukidze                       | Mar-tháng 5 năm 1935 | Gruzia     |
| Filipp Makharadze (3x)               | 1935-1936            | Gruzia     |